# مالكوم جيمسون
مالكوم جيمسون (بالإنجليزية: Malcolm Jameson)‏ (21 ديسمبر 1891، واكو في الولايات المتحدة - 16 أبريل 1945، ذا برونكس في الولايات المتحدة)؛ روائي أمريكي.

## روابط خارجية
- مالكوم جيمسون على موقع IMDb (الإنجليزية)